# 日比絵里子
日比 絵里子（ひび えりこ）は、日本の国連職員。国際連合食糧農業機関（FAO）駐日連絡事務所所長・元同大洋州事務所長。

## 人物・経歴
兵庫県神戸市に生まれ、小学校時代は父親の転勤に伴い、東京都、西ドイツ・デュッセルドルフ、イギリス・ロンドンと転校を繰り返し、計7校に通った。兵庫県立神戸高等学校を経て、上智大学法学部国際関係法学科を卒業。英国レディング大学大学院で国際関係学修士号、米国ジョンズ・ホプキンズ大学大学院SAISで国際関係学修士号を取得。2010年から国際連合食糧農業機関（FAO）に勤務し、ローマ本部企画室にシニア・オフィサーとしての2年間の勤務の後、2012年からは紛争下のシリア事務所の所長、2016年からはサモア独立国アピアのFAO大洋州事務所長として、大洋州14か国での栄養に配慮したフードシステムの構築貢献に努めた。FAO勤務以前から、国際連合人口基金（UNFPA）のニューヨーク本部、ウズベキスタン事務所、アジア太平洋地域事務所での国連経験がある。